# Гюфен
Гюфен (нім. Hüven) — громада в Німеччині, розташована в землі Нижня Саксонія. Входить до складу району Емсланд. Складова частина об'єднання громад Зегель.
Площа — 15,24 км2. Населення становить 550 ос. (станом на 31 грудня 2021).